# Milan Vasojević
Milan Vasojević (in serbo Милан Васојевић?; Belgrado, 27 dicembre 1932 – Belgrado, 24 dicembre 1996) è stato un allenatore di pallacanestro jugoslavo.

## Carriera
Ha guidato la Jugoslavia a tre edizioni dei Giochi olimpici (Mosca 1980, Los Angeles 1984, Seul 1988), ai Campionati mondiali del 1983 e a sei edizioni dei Campionati europei (1980, 1981, 1983, 1985, 1987, 1989).